# ヘタイロイ
ヘタイロイ（Εταίροι）は、古代ギリシャ時代のマケドニアにおいて、封建領主からなる重装騎兵の集団のことを言う。また、軍法会議などにおいては王に近い側近を指しても使用された。原義は古代ギリシャ語で「王の友」（ないし単に「仲間」「友」）の意。
ギリシャに比べ、その北方のマケドニアやトラキアは遊牧民の影響を強く受けており、軍隊においても騎兵が強力な戦力であり、質・量の両面でギリシャよりも優れていたという。アレクサンドロス大王の遠征では、鉄床戦術を行うために、ホプリタイによるファランクスとともに主要な戦力として活躍した。
装備は皮革製の胸当て、籠手、脛当てと青銅製の兜。盾は持たず、代わりに当時の騎馬戦用としては長大な、歩兵用よりやや短めのサリッサを持ち、これで敵に突撃し、近距離での白兵戦では剣も使用した。また、兜は視野を広く取るために、同時期のギリシャ文化圏の兜のように頭部全体を覆う防御面で秀でたものでなく、より簡略化された兜をもっぱら被っていた。従って、防御面ではいささか頼りなかった。
当時の馬の鞍は布や毛皮を敷いただけのもので、その上に鐙もまだ使用されていなかったため、乗馬には相当の訓練が要求され、射騎戦もたとえ相手がスキタイのような騎馬遊牧民の騎兵であってもまったく行われなかった。特に鐙がないために後の中世ヨーロッパの騎士のように人馬一体となった突撃は困難であったが、それでも当時としては騎兵の突撃能力を十分に引き出した部隊であった。
また、当時のマケドニア軍では騎兵部隊の大隊を鞍敷きの色で選別しており、ヘタイロイは赤紫色、テッサリア騎兵は暗い紫色、プロドロモスは薔薇色に緑色や黄色、赤色の鞍敷きを用いていた。

## その他の部隊
マケドニアには騎兵隊としてヘタイロイの他にプロドロモスと呼ばれる部隊がいたが、これは防具としては兜のみを被った軽装騎兵の部隊で、戦闘よりも哨戒や偵察を主な任務とした。例外的に敵と戦う時にはヘタイロイと同様に騎兵用のサリッサを持って突撃した。
また、マケドニアには「歩兵のヘタイロイ」という意味のペゼタイロイという歩兵部隊も存在した。ただし、これはフィリッポス2世が名付けた美称であり実際のところは有事にのみ王国全土から選出し、召集された他のギリシャ圏のそれと同じく普通のホプリタイであった。
歩兵の親衛隊としてはペゼタイロイの中からさらに選び抜かれた「盾持ち部隊」ヒュパスピスタイという部隊がおり、彼らはペゼタイロイとは違い常備軍の部隊であり、ペゼタイロイよりもより高度な訓練と優れた装備を受けることができたのでより強力な歩兵部隊だった。
いずれの歩兵部隊もサリッサを用いた当時ではより革新的なファランクスを組んで、ヘタイロイとともに鉄床戦術を行うのに欠かせない部隊であり、マケドニアの強大化に大きく貢献した。大王の死後、分裂したヘレニズム諸国もこうした大王の精鋭部隊が主戦力となり、彼らを継承することで「銀楯隊」アルギュラスピデスや「青銅楯隊」カルカスピダスなどの優れた重装歩兵部隊を保有することができた。